# سایه وحشت (مجموعه داستان)
سایه وحشت (به انگلیسی Goosebump) یکی از مجموعه داستان‌های آر. ال. استاین نویسندهٔ آمریکایی است. این مجموعه ۶۲جلدی در ایران توسط نشر ویدا در دو سری، سایه وحشت(۳۰جلد) و دایره وحشت(۳۲جلد) منتشر شده‌است. این مجموعه برای گروه سنی نوجوان ایجاد شده‌است.

## کتاب‌های ترجمه شده
| نام کتاب                     | نام مجموعه | نویسنده       | ناشر |  |
| چرا از زنبورها می‌ترسم        | سایه وحشت  | آر.ال. استاین | ویدا |  |
| نفس خون‌آشام                  | سایه وحشت  | آر.ال. استاین | ویدا |  |
| نباید بخوابی                 | سایه وحشت  | آر.ال. استاین | ویدا |  |
| حبابی که همه را خورده        | سایه وحشت  | آر.ال. استاین | ویدا |  |
| نمی‌توانی من را بترسانی       | سایه وحشت  | آر.ال. استاین | ویدا |  |
| شبحی که سر نداشت             | سایه وحشت  | آر.ال. استاین | ویدا |  |
| شبی در برج وحشت              | سایه وحشت  | آر.ال. استاین | ویدا |  |
| مواظب غول برفی باش           | سایه وحشت  | آر.ال. استاین | ویدا |  |
| پرموترین ماجرای من           | سایه وحشت  | آر.ال. استاین | ویدا |  |
| دختری که هیولا گریه می گرد   | سایه وحشت  | آر.ال. استاین | ویدا |  |
| برو کرم بخور                 | سایه وحشت  | آر.ال. استاین | ویدا |  |
| جوجه جوجه                    | سایه وحشت  | آر.ال. استاین | ویدا |  |
| بازگشت مومیایی               | سایه وحشت  | آر.ال. استاین | ویدا |  |
| دردسر مرگبار۲                | سایه وحشت  | آر.ال. استاین | ویدا |  |
| شبحی که سر نداشت             | سایه وحشت  | آر.ال. استاین | ویدا |  |
| شبح سالن اجتماعات            | سایه وحشت  | آر.ال. استاین | ویدا |  |
| خون هیولا۳                   | سایه وحشت  | آر.ال. استاین | ویدا |  |
| درس پیانو می‌تواند تو را بکشد | سایه وحشت  | آر.ال. استاین | ویدا |  |
| ماسک شبح زده ۲               | سایه وحشت  | آر.ال. استاین | ویدا |  |
| دوباره بگو پنیر و بمیر       | سایه وحشت  | آر.ال. استاین | ویدا |  |
| بهترین دوستم نامرئی شد       | سایه وحشت  | آر.ال. استاین | ویدا |  |
| مدرسه شبح زده                | سایه وحشت  | آر.ال. استاین | ویدا |  |
| مواظب باش چه آرزویی می‌کنی    | سایه وحشت  | آر.ال. استاین | ویدا |  |
| شبی که عروسک زنده شد ۲       | سایه وحشت  | آر.ال. استاین | ویدا |  |
| شبی که عروسک زنده شد۳        | سایه وحشت  | آر.ال. استاین | ویدا |  |
| به همه بگو سینه خیز بروند    | سایه وحشت  | آر.ال. استاین | ویدا |  |
| ---------------------------- | ---------- | ------------- | ---- |  |